# ArviZ
ArviZ (/ˈɑːrvɪz/ AR-vees) és un paquet Python per a l'anàlisi exploratòria de models bayesians. Està dissenyat específicament per treballar amb la sortida de biblioteques de programació probabilística com PyMC, Stan i altres proporcionant un conjunt d'eines per resumir i visualitzar els resultats de la inferència bayesiana d'una manera còmoda i informativa. ArviZ també proporciona una estructura de dades comuna per manipular i emmagatzemar dades que sorgeixen habitualment en l'anàlisi bayesiana, com ara mostres posteriors o dades observades.
ArviZ és un projecte de codi obert, desenvolupat per la comunitat i és un projecte afiliat a NumFOCUS, i s'ha utilitzat per ajudar a interpretar problemes d'inferència en diversos dominis científics, incloent l'astronomia la neurociència, la física i l'estadística.

## Etimologia
El nom d'ArviZ es deriva de llegir "rvs" (la forma curta de variacions aleatòries) com una paraula en lloc d'escriure-la i també de fer servir la partícula "viz" que s'utilitza habitualment per abreujar la visualització.

## Anàlisi exploratòria de models bayesians
Quan es treballa amb models bayesians, hi ha una sèrie de tasques relacionades que cal abordar a més de la pròpia inferència:
- Diagnòstics de la qualitat de la inferència, això és necessari quan s'utilitzen mètodes numèrics com les tècniques de Monte Carlo de la cadena de Màrkov
- Crítica del model, incloent avaluacions tant de les suposicions del model com de les prediccions del model
- Comparació de models, inclosa la selecció de models o la mitjana de models
- Preparació dels resultats per a un públic determinat

Totes aquestes tasques formen part de l'enfocament de l'anàlisi exploratòria dels models bayesians, i dur-les a terme amb èxit és fonamental per al procés de modelització iterativa i interactiva. Aquestes tasques requereixen tant resums numèrics com visuals.

## Característiques de la biblioteca
- Objecte InferenceData per a la manipulació de dades bayesianes. Aquest objecte es basa en xarray.
- Trama utilitzant dos backends alternatius matplotlib o bokeh.
- Resums numèrics i diagnòstics per als mètodes de Montecarlo de la cadena de Màrkov.
- Integració amb llenguatges de programació probabilístics establerts, incloent; PyStan (la interfície Python de Stan ), PyMC, Edward Pyro, i s'integra fàcilment amb anàlisis bayesianes noves o personalitzades. ArviZ també està disponible a Julia, utilitzant la interfície ArviZ.jl